# Stępna
Stępna est une localité polonaise de la gmina de Czastary, située dans le powiat de Wieruszów en voïvodie de Łódź.